# تاكايوكي ناكاهارا
تاكايوكي ناكاهارا (باليابانية: 中原 貴之) (مواليد 18 نوفمبر 1984)، هو لاعب كرة قدم ياباني سابق كان يلعب كمهاجم.

## وصلات خارجية
- تاكايوكي ناكاهارا على موقع رابطة كرة القدم اليابانية للمحترفين (اليابانية)
- تاكايوكي ناكاهارا على موقع قاعدة بيانات كرة القدم.إي يو (الإنجليزية)
- تاكايوكي ناكاهارا على موقع Soccerway.com (الإنجليزية)
- تاكايوكي ناكاهارا على موقع عالم كرة القدم.نت (الإنجليزية)
- تاكايوكي ناكاهارا على موقع كووورة